# Minimalt invasiv skelekirurgi
Minimalt invasiv skelekirurgi (engelsk: minimally invasive strabismus surgery (MISS)) er en teknik inden for skelekirurgi, der anvender mindre incisioner end ved den klassiske operationsteknik, hvilket minimerer vævsødelæggelse. Teknikken blev introduceret af den schweiziske øjenlæge Daniel Mojon i 2007, efter at den belgiske øjenlæge Marc Gobin havde beskrevet ideen i en fransk lærebog i 1994.

## Indikationer
MISS er en teknik, der kan anvendes inden for de mest almindelige former for skelekirurgi, såsom recession af musculus rectus, resektion, foldning, reoperation, transposition, recession af musculus lateralis eller foldning og justerbare suturer selv ved begrænset motilitet. De mindre åbninger og den mindre traumatiske operation er som regel forbundet med hurtigere postoperativ rehabilitering og mindre hævelse og ubehag for patienten lige efter indgrebet. Det antages, at teknikken kan foretages ambulant på mange patienter (især voksne), der ellers ville have været nødt til at blive indlagt.  En undersøgelse, der blev offentliggjort i 2017, dokumenterede færre komplikationer i forbindelse med hævelser i øjets bindehinde (conjunctiva) og øjenlåg i den postoperative periode efter en MISS-operation end efter almindelig form for skelekirurgi med resultater på længere sigt, der var ens i de to grupper. En anden fordel er, at MISS-teknikken kunne mindske risikoen for iskæmi i øjeæblets forreste kammer hos nogle patienter, især de, der lider af Graves´ sygdom. 

## Princip
Ved en operation, der anvender MISS-teknikken, anvender kirurgen et operationsmikroskop frem for et forstørrelsesglas. I stedet for at lave én stor åbning af bindehinden, hvilket normalt udføres under konventionel skelekirurgi, laves der adskillige små snit, der hvor det væsentlige kirurgiske snit, der normalt er suturering, foretages. Snittene lægges så langt væk fra hornhindekanten (limbus cornea) som muligt for at minimere ubehaget efter operationen. Mellem to af disse incisioner, der kaldes nøglehulsåbninger, er der en ”tunnel”, som kirurgen bruger til at indføre instrumentet til operationen af øjenmusklerne. Efter operationen lukkes nøglehulsåbningerne med resorberbare suturer. Disse små incisioner dækkes efter operationen af øjenlåget. MISS-åbningerne reducerer hyppigheden og alvorligheden af komplikationer på hornhinden markant, såsom fx tørre øje og fordybning i periferien af hornhinden, og patienten kan tidligere begynde at bruge kontaktlinser. Fordele på længere sigt er undgåelse af en stigning i rødme af den synlige bindehinde (conjunctiva) samt nedsat ardannelse på det perimuskulære væv, hvilket letter reoperationer, hvis disse skulle blive nødvendige.

## Kliniske resultater
Resultaterne efter den minimalt invasive skelekirurgi, MISS, hvad angår øjnenes stilling efter operationen, er beskrevet i den indtil nu stadigt begrænsede litteratur af teknikken som værende den samme som ved en klassisk skelekirurgi. Dette er fx dokumenteret i en sammenligning af begge metoder, foretaget på 40 børn. Den gruppe, der fik foretaget den minimalt invasive operation havde mindre hævelse på bindehinde og øjenlåg efter operationen. Den lavere hyppighed af komplikationer og hurtigere patientrekonvalescens har vist sig at være de væsentlige fordele ved MISS-teknikken. Teknikkens effektivitet er dokumenteret både ved operationen af de lige øjenmuskler    som også af de skrå øjenmuskler.  En gruppe fra Indien har fortalt om en succesfuld anvendelse af MISS-teknikken på patienter med Graves´ sygdom.

## Ulemper og potentielle komplikationer
MISS-teknikken er mere tidskrævende end en konventionel operation. At operere på muskler gennem en tunnel kræver mere af kirurgen. Nøglehulsincisionerne kan revne hos ældre patienter. Hvis revnen også berører Tenons kapsel, kan det resultere i et synligt ar. En stærk blødning, der ikke kan stoppes, gør det nødvendigt at udvide incisionerne for at foretage en kauterisation af karrerne. Normalt kan en limbal incision undgås, hvilket foretages ved en klassisk skeleoperation. Der findes dog få rapporter om komplikationer, der specielt omhandler den minimalt invasive skelekirurgi, MISS. 

## Eksterne links
- American Academy of Ophthalmology on MISS (Webside ikke længere tilgængelig)